# 夏威夷索尼公開賽
夏威夷索尼公開賽（Sony Open in Hawaii）是PGA巡迴賽的一個賽事，也是聯邦快遞杯的系列賽事之一，舉辦場地是夏威夷檀香山的Waialae鄉村俱樂部。夏威夷索尼公開賽開始於1965年，當時的名稱是夏威夷公開賽（Hawaiian Open）。賽事一般在每年1月舉行。1999年開始，由於索尼成為冠名贊助商，該賽事改為現名。

## 外部連結
- 官方网站
- Coverage on the PGA Tour's official site （页面存档备份，存于）

21°16′19″N 157°46′30″W / 21.272°N 157.775°W